# Roberto Ventura
Roberto Ventura, (Montevideo, 19 de febrer de 1957) és un metge neuropsciólogo, psiquiatre, activista, músic, autor i professor uruguaià.
Fill de la música italiana Luigia Brignoli i Alfredo Valmori Ventura.
Va estudiar neurologia, neuro psciología i psiquiatre a la Universidad de la República, i posteriorment pas a exercir-se com a professor d'aquesta universitat.
Professor Adjunt de Neuropsicologia a la Càtedra de Neurologia i Bases Biològiques del Comportament Humà de la Facultat de Psicologia.
És cofundador del Grup Interdisciplinari per a l'estudi del lòbul frontal del Hospital de Clíniques de Montevideo. I també va ser integrant de la secció Parkinson i Moviments Anormals de l'Institut de Neurologia a la Facultat de Medicina de la Universitat de la República, president i fundador de l'Associació Uruguaiana d'Alzheimer i Similars (AUDAS), institució sense ànim de lucre creada el 10 de maig de 1991. La fundació es va realitzar al Hospital Britànic de Montevideo.
És també Membre d'Honor de l'Associació de Lluita contra el Mal d'Alzheimer de Argentina, President de la Societat de Neuropsiquiatria de l'Uruguai i, cofundador i vicepresident de la Societat Uruguaiana de Psicogeriatria
Va fer estudis amb el Grup de recerca independent en neuropsiquiatria sobre prosopagnosia, presentano el treball final descobrint quals eren: «Els 30 rostres més coneguts per la població uruguaiana». La utilitat és la seva aplicació en pacients que té prosopagnòsia per lesió cerebral. Aquest treball va rebre el primer premi en el Congrés Llatinoamericà de Neuropsiquiatria a Buenos Aires. S'exerceix actualment en L'Associació Espanyola, com a Cap del Servei de Neurologia on a més entre altres tasques, és a càrrec de la Policlínica de Suport a Familiars de Pacients amb Trastorns Cognitius i Conductuals.

Ventura toca música celta, blues i rock a les bandes Fermata i Malpertuis, on toca la flauta travessera.

Visitant il·lustre de Quintana Roo i visitant il·lustre de Guatemala, distinció atorgada per li president Alvaro Arzú, i convidat pel governador de l'estat de Colima al congrés estatal sobre la malaltia d'Alzahimer. És conferenciant internacional, autor de nombroses publicacions i llibres.
El seu llibre «400 respostes a 400 preguntes sobre la demència» editat en 2007, en diversos països d'Amèrica Llatina va ajudar a moltes famílies en Iberoamèrica.

## Llibres
- 2006, 400 respuestas a 400 preguntas sobre la demencia, Volumen I guía para el profesional de la salud. (ISBN 9974-7941-1-0).[15]
- 2007, 400 respuestas a 400 preguntas sobre la demencia, Volumen II guía para la familia.
- 2008, Temas de neuropsiquiatría.(ISBN 978-9974-96-517-1)
- 2009, Avances de neuropsiquiatría Volumen I y II.
- 2011, Enfermedad de Parkinson y otras enfermedades relacionadas (ISBN 978-9974-98-078-5)
- 2012, Enfermedad de Parkinson y otras enferemedades extrapiramidales (ISBN 978-607-7743-49-1)
- 2018, El Alzehimer en Iberoamerica (en coautoria).

| «                                 | El meu esforç més gran és l'educació a nivell social, i a nivell mèdic millorar la comprensió del nivell clínic de la manifestació de la malaltia per arribar a un millor raonament clínic diagnòstic, a un millor reconeixement primerenc dels símptomes, per aconseguir un diagnòstic clínic ràpid i encertat i poder ajudar en forma millor i primerenca al pacient i també a la família. | » |
| — Roberto Ventura, agost de 2008. | |   |